# Parentucellia latifolia
Parentucellia latifolia là loài thực vật có hoa thuộc họ Cỏ chổi. Loài này được Caruel mô tả khoa học đầu tiên năm 1885.